# Phil Brown (narciarz alpejski)
Philip "Phil" Brown (ur. 9 listopada 1991 w Toronto) – kanadyjski narciarz alpejski, srebrny medalista mistrzostw świata i brązowy medalista mistrzostw świata juniorów.

## Kariera
Po raz pierwszy na arenie międzynarodowej Phil Brown pojawił się 16 grudnia 2006 roku w Val Saint-Côme, gdzie w zawodach FIS Race w slalomie zajął 17. miejsce. W 2007 roku wystartował na mistrzostwach świata juniorów w regionie Mont Blanc, gdzie jego najlepszym wynikiem było czternaste miejsce w gigancie. Podczas rozgrywanych rok później mistrzostw świata juniorów w Crans Montana zdobył brązowy medal w kombinacji. W zawodach tych wyprzedzili go jedynie dwaj Szwajcarzy: Reto Schmidiger i Justin Murisier. Na tej samej imprezie był też między innymi siódmy w supergigancie. W zawodach Pucharu Świata zadebiutował 7 stycznia 2012 roku w Adelboden, gdzie nie ukończył pierwszego przejazdu giganta. Pierwsze pucharowe punkty wywalczył 9 marca 2014 roku w Kranjskiej Gorze, gdzie rywalizację w gigancie zakończył na 24. pozycji.
W 2013 roku wystartował na mistrzostwach świata w Schladming, gdzie zajął 35. miejsce w gigancie, a rywalizacji w slalomie nie ukończył. Na rozgrywanych dwa lata później mistrzostwach świata w Vail/Beaver Creek w gigancie uplasował się na 22. pozycji. Na tej samej imprezie, wspólnie z Candace Crawford, Marie-Pier Préfontaine, Erin Mielzynski, Trevorem Philpem i Erikem Readem wywalczył srebrny medal w rywalizacji drużynowej. W międzyczasie wziął udział w igrzyskach olimpijskich w Soczi, zajmując 20. miejsce w slalomie i 29. miejsce w gigancie.

## Osiągnięcia

### Igrzyska olimpijskie
| Miejsce | Dzień     | Rok  | Miejscowość | Konkurencja | Czas biegu  | Strata  | Zwycięzca       |
| ------- | --------- | ---- | ----------- | ----------- | ----------- | ------- | --------------- |
| 29.     | 19 lutego | 2014 | Soczi       | Gigant      | 2:45,29 min | +4,62 s | Ted Ligety      |
| 20.     | 22 lutego | 2014 | Soczi       | Slalom      | 1:41,84 min | +7,81 s | Mario Matt      |
| 27.     | 18 lutego | 2018 | Pjongczang  | Gigant      | 2:22,55 min | +4,51 s | Marcel Hirscher |
| 22.     | 22 lutego | 2018 | Pjongczang  | Slalom      | 1:41,94 min | +2,95 s | André Myhrer    |

### Mistrzostwa świata
| Miejsce | Dzień     | Rok  | Miejscowość       | Konkurencja | Czas biegu  | Strata   | Zwycięzca            |
| ------- | --------- | ---- | ----------------- | ----------- | ----------- | -------- | -------------------- |
| 35.     | 15 lutego | 2013 | Schladming        | Gigant      | 2:28,92 min | +10,92 s | Ted Ligety           |
| DNF1    | 17 lutego | 2013 | Schladming        | Slalom      | 1:51,03 min | -        | Marcel Hirscher      |
| 2.      | 10 lutego | 2015 | Vail/Beaver Creek | Drużynowo   | -           | -        | Austria              |
| 22.     | 13 lutego | 2015 | Vail/Beaver Creek | Gigant      | 2:34,16 min | +3,83 s  | Ted Ligety           |
| DNF1    | 15 lutego | 2015 | Vail/Beaver Creek | Slalom      | 1:57,47 min | -        | Jean-Baptiste Grange |
| DNF2    | 17 lutego | 2017 | Sankt Moritz      | Gigant      | 2:13,31 min | -        | Marcel Hirscher      |
| DNF1    | 19 lutego | 2017 | Sankt Moritz      | Slalom      | 1:34,75 min | -        | Marcel Hirscher      |

### Mistrzostwa świata juniorów
| Miejsce | Dzień       | Rok  | Miejscowość       | Konkurencja | Czas biegu  | Strata  | Zwycięzca         |
| ------- | ----------- | ---- | ----------------- | ----------- | ----------- | ------- | ----------------- |
| 14.     | 31 stycznia | 2010 | Region Mont Blanc | Gigant      | 2:17,55 min | +1,65 s | Mathieu Faivre    |
| 22.     | 1 lutego    | 2010 | Region Mont Blanc | Supergigant | 1:29,71 min | +2,21 s | Maxence Muzaton   |
| DNF2    | 2 lutego    | 2010 | Region Mont Blanc | Slalom      | 1:30,97 min | -       | Reto Schmidiger   |
| 26.     | 4 lutego    | 2010 | Region Mont Blanc | Zjazd       | 1:19,32 min | +1,38 s | Mattia Casse      |
| 11.     | 30 stycznia | 2011 | Crans-Montana     | Gigant      | 2:19,62 min | +2,85 s | Alexis Pinturault |
| 10.     | 31 stycznia | 2011 | Crans-Montana     | Slalom      | 1:28,54 min | +3,38 s | Reto Schmidiger   |
| 14.     | 3 lutego    | 2011 | Crans-Montana     | Zjazd       | 1:37,34 min | +1,91 s | Boštjan Kline     |
| 3.      | 3 lutego    | 2011 | Crans-Montana     | Kombinacja  | ?           | ?       | Reto Schmidiger   |
| 7.      | 4 lutego    | 2011 | Crans-Montana     | Supergigant | 1:22,43 min | +1,41 s | Boštjan Kline     |

### Puchar Świata

#### Miejsca w klasyfikacji generalnej
- sezon 2013/2014: 137.
- sezon 2014/2015: 124.
- sezon 2015/2016: 149.
- sezon 2016/2017: 141.
- sezon 2017/2018: 145.

#### Pozostałe miejsca na podium w zawodach
Jak dotąd Brown nie stawał na podium zawodów PŚ.